# Reggae fusion
Reggae fusion é um gênero musical que mistura reggae ou dancehall com outros gêneros, como pop, rock, R&B, jazz e drum and bass.